# Конституція Пилипа Орлика

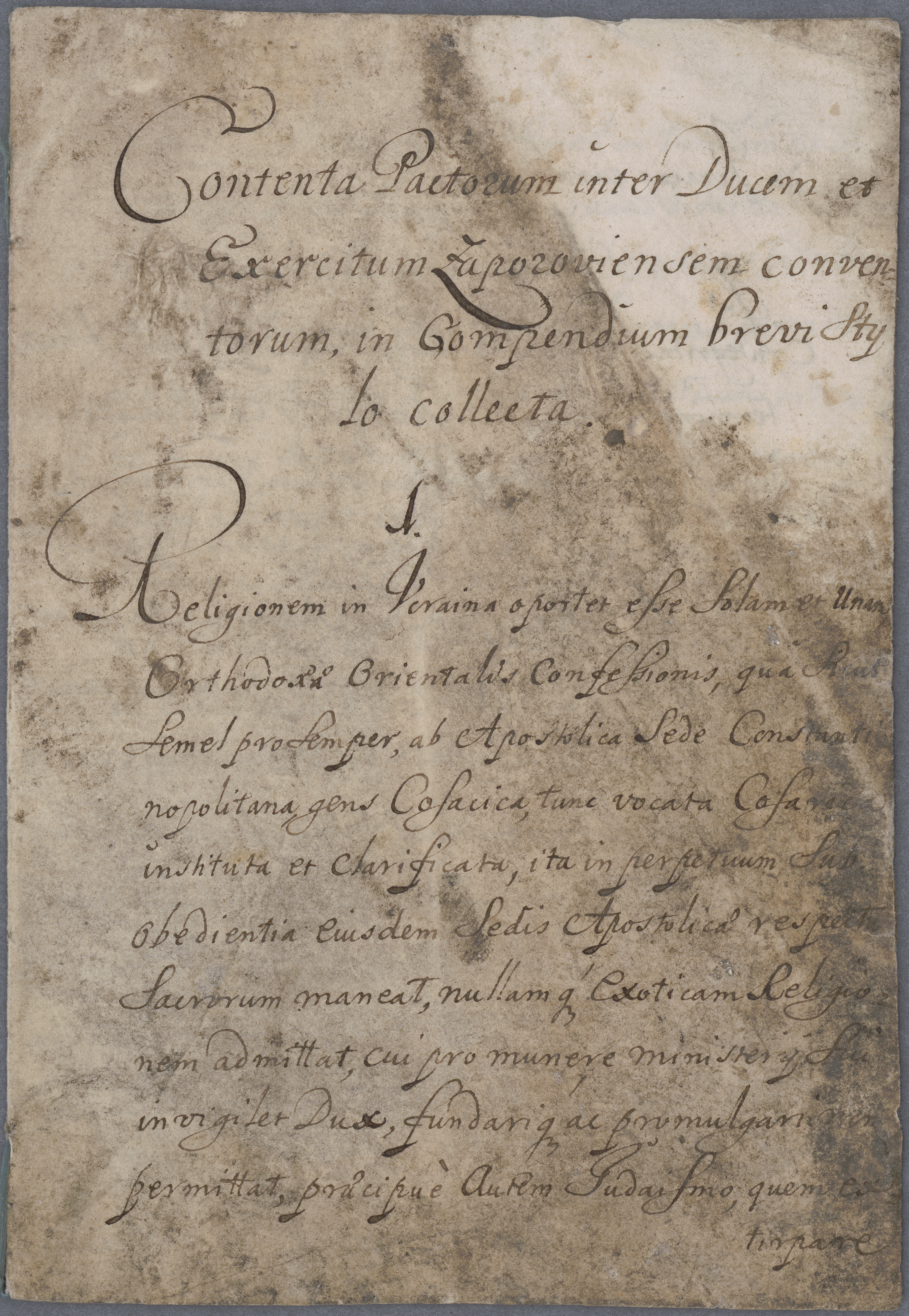
Перша сторінка конституції латиною. Оригінал зберігається в Національному архіві Швеції

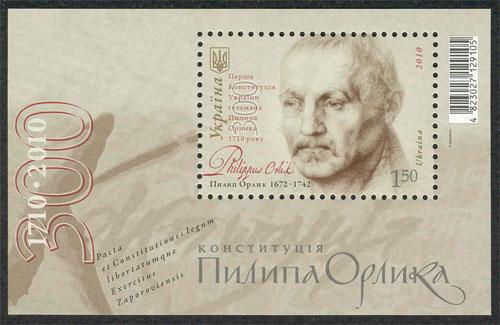
Блок Укрпошти до 300-річчя Конституції Пилипа Орлика «Конституція Пилипа Орлика. 1710—2010» (2010)

«Договори і Постановлення Прав і вольностей Війська Запорозького» — угода, укладена 5 (16) квітня 1710 року в місті Бендери між новообраним гетьманом Пилипом Орликом, козацькою старшиною та запорожцями. Загальновідома як «Конституція Пилипа Орлика» та «Бендерська конституція».
Договір складений з передмови та 16 статей. У ньому визначено устрій української держави, взаємини між гетьманом і козацькою старшиною, права й обов'язки станів у разі визволення українських теренів з-під влади Московії та Речі Посполитої. Пояснено перехід Війська Запорозького під протекторат Швеції. Угоду скріплено присягою й підписом Пилипа Орлика та державною печаткою Війська Запорозького, а згодом її схвалив король Швеції Карло XII як протектор України.
Збережено кілька редакцій: основна та скорочена латинською мовою, а також два тексти староукраїнською. Рукописи латинською перебувають в Національному архіві Швеції. Оригінал староукраїнською (із власнопідписом Орлика та печаткою Війська Запорозького) і пізніша скорописна діловодна копія — в Російському державному архіві давніх актів.
Хоча договір не набув повної чинности через несприятливу міжнародну ситуацію, його положення частково діяли на теренах Правобережної України впродовж кількох років завдяки походам 1711—1713 років військ Пилипа Орлика та підтримці місцевого населення, яке визнавало його владу. Частково виконувало угоду Військо Запорозьке Низове до 1733 року під час перебування в Олешках. За твердженням Дмитра Яворницького в Олешківській Січі «запорозькі козаки залишились вірними своїй релігії і своїм законам».
«Договори і Постановлення…» стали основою розвитку українського конституціоналізму нової та новітньої доби і визначною історичною пам'яткою української та європейської політичної думки XVIII століття.

## Назва
Повна назва основного документа звучить так:
| сучасною українською мовою (переклад з латини) | староукраїнською книжною мовою | латиною (згідно з публікацією Осипа Бодянського 1847 року) |
| --- | --- | --- |
| Договори і Постановлення Прав і вольностей Війська Запорозького між Ясновельможним його милістю паном Пилипом Орликом, новообраним гетьманом Війська Запорозького, і між генеральною старшиною, полковниками, а також названим Військом Запорозьким, що за давнім звичаєм і за військовими правилами утверджені обома сторонами вільним голосуванням і Ясновельможного гетьмана урочистою присягою підтверджені року від Різдва Христового 1710, Квітня 5, при Бендерах. | Договоры и Постановлεnѧ Правъ и Волностεй Войсковыхъ мεжи Яснε вεлможнымъ εго милостю паномъ Филиппомъ Орликомъ новоизбраннымъ Войска Zапорожского гεтманомъ, и мεжи εнεральними особами, полковниками и тымъ жε Войскомъ Zапорожскимъ сполною з обоихъ сторонъ обрадою утвεржεnnыε и при волной εлεкції формалною присягою ωт того жъ Яснε вεлможного гεтмана потверженnые року ωт Рождεства Христова ҂αψί, м[εся]ца априля дня ε. | Pacta et Constitutiones Legum Libertatumque Exercitus Zaporoviensis inter illustrissimum dominum dominum Philippum Orlik, neoelectum ducem Exercitus Zaporoviensis, et inter generales, colonellos, nec non eundem Exercitum Zaporoviensem, publico utriusque partis laudo conventa ac in libera electione formali iuramento ab eodem illustrissimo duce corroborata, anno domini 1710, Aprilis 5, ad Benderam. |

Сучасна назва «Конституція» поширена в украïнській історіографії і походить від дослівного перекладу латинської назви документа:
Pacta et Constitutiones legum libertatumque exercitus zaporoviensis (Пакти і Конституції прав і вольностей Війська Запорозького).
Слово «пакти» (з лат. «pactum») тут означає «договори», «угоди», «умови», а «конституції» (лат. «constitutiones»; множина) — «постанови», «рішення», «закони». У Речі Посполитій «конституціями» називали постанови вищого законодавчого органу влади — вального сейму.
Скорочена версія договору латиною називається Contenta Pactorum inter Ducem et Exercitum Zaporoviensem conventorum, in Compendium Brevi Stylo collecta (Затверджені умови договору між гетьманом та Військом Запорозьким, в стислому огляді зібрані).

## Історія створення
Після поразки в битві під Полтавою гетьман Іван Мазепа зі своїми найближчими прибічниками з числа козацької старшини разом із залишками українсько-шведської армії опинились на території Османської імперії, рятуючись від московської армії. Тут, не витримавши великих потрясінь року, помер Іван Мазепа. Найімовірнішим наступником був близький до гетьмана генеральний писар — Пилип Орлик. При його обранні на раді старшин було прийнято документ, що визначав права і обов'язки гетьмана. Так як попередні документи такого призначення попередніх виборів не збереглися, а цей документ супроводив вибори гетьмана декілька століть і є звичаєвим правом «Країни Козаків — України», то Договір-Конституція Пилипа Орлика є офіційно визнаною першою козацькою, українською Конституцією.
Таким чином, угоду було прийнято 5 (16) квітня 1710 року на зборах козацтва біля містечка Тягина на правому березі річки Дністер (османська назва — Бендери, нині це територія Молдови). Тому її інколи називають ще Бендерською конституцією.

## Редакції договору
На даний час відомі чотири основні тексти Конституції:
- оригінальний рукопис староукраїнською мовою 1710 року, засвідчений підписом Пилипа Орлика та печаткою Війська Запорозького;
  - його скорописна діловодна копія кінця XVII ― початку XIX століття засвідчена печаткою Державного архіву Міністерства іноземних справ Росії;
- повний текст латиною (оригінал не віднайдено; зберігся лише рукопис преамбули);
- скорочена рукописна версія латиною.

Рукописи староукраїнською зберігаються у Російському державному архіві давніх актів у Москві, а рукописи латиною зберігаються у Національному архіві Швеції.
Текст староукраїнською мовою довгий час був відомий лише за публікаціями середини 19-го століття (найімовірніше зробленими зі скорописної діловодної копії) аж до віднайдення оригінального рукопису у 2008—2010 роках.
Текст латиною був відомий за публікацією Осипа Бодянського з 1847 року.

### Версії українською

#### Оригінальний рукопис
Українськомовний оригінал Конституції було віднайдено у Російському державному архіві давніх актів співробітниками Центрального державного історичного архіву України у листопаді 2008 року. Віднайдений комплекс документів включає оригінальний текст Конституції, складений староукраїнською мовою, а також оригінальний підтверджувальний диплом Карла XII на обрання Пилипа Орлика гетьманом. Автентичність цих документів підтверджується власноручним підписом гетьмана Пилипа Орлика та печаткою Війська Запорозького на рожевому воску з червоною стрічкою, а також власноручним підписом шведського короля Карла XII на підтверджувальному дипломі і місцем, де раніше була королівська печатка, що, на жаль, не збереглася. Текст Конституції підготовлений до видання і опублікований у жовтні 2010 року в часописі «Архіви України», № 3—4. Також його вміщено до повного академічного видання Конституції.

#### Діловодна копія
У 2008 році київський історик О. Алфьоров виявив у Російському державному архіві давніх актів копію угоди, яку було зроблено у першій чверті XIX ст. з метою публікації Д. М. Бантишом-Каменським. Копію цього архівного документа Алфьоров передав до Музею гетьманства у Києві. У 2010 році Алфьоров випустив цю копію друком, при чому у передмові звернув увагу читачів на те, що у виданні представлено копію, але через неуважність журналістів, що освітлювали подію, знахідку Алфьорова у пресі неодноразово було представлено, як віднайдення оригіналу Конституції.

### Версії латиною

#### Повний текст
Оригінал повної латинської редакції Конституції не зберігся, проте вона відома нам із публікації Осипа Бодянського від 1847 року. Ця публікація була зроблена на основі списка (копії) договору, що до того зберігався в архіві Ханенків. Водночас у Швеції зберігається рукопис преамбули цього документу.

#### Скорочена версія
Рукопис скороченої версії договору латиною зберігається в Національному архіві Швеції (фонд «Diplomatica Muscovitica», колекція «Cosacica»). Цей текст виявив співробітник Комісії для розгляду давніх актів Нікандр Васильович Молчановський працюючи у Стокгольмському архіві у 1898—1899 років. Цей документ відрізняється від інших тим, що він не містить преамбули, присяги новообраного гетьмана та підтвердження шведського короля Карла XII на обрання Пилипа Орлика гетьманом. Весь документ містить лише скорочений виклад 16 статей.

## Положення договору
У тексті документа її автори називають територію держави Військом Запорозьким, Малою Руссю, Україною.
Законодавча влада надається Генеральній Раді, що виконує роль парламенту, до якої входять генеральні старшини, полковники від кожного полку, генеральні радники (делегати від полків з людей розважливих і заслужених), полкові старшини, сотники та представники від Запорозької Січі (стаття 6). Генеральній Раді належало працювати сесійно, тричі на рік — в січні (на Різдво Христове), у березні-травні (на Великдень, оскільки це перехідне свято) і жовтні (на Покрову). На своїх зборах Генеральна Рада розглядає питання про безпеку держави, спільне благо, інші громадські справи, заслуховує звіти гетьмана, питання про недовіру йому, за поданням гетьмана обирає генеральну старшину.

Важливим завданням визнавалось збереження православної віри, відновлення влади Вселенського патріарха над Київською митрополією та викорінення іновірства «юдейського» та «костьолу польського»: 
«…щоб жодне інше іновір'я у Вітчизні нашій не було впроваджено. Якщо таке таємно або явно з'явиться, тоді владою своєю мусить його викорінювати, а проповідництво й поширення його не допускати. Проживати іновірцям в Україні, а особливо зловір'ю юдейському, не дозволяти, а докладати всіх зусиль, щоб одна віра православна східного сповідання, під послушенством святішого Апостольського трону Константинопольського, навіки стверджена була, і з помноженням хвали Богові». 
Найвищу виконавчу владу мав гетьман, влада якого була довічною, та Генеральна Старшина: «Тому ми, Генеральна Старшина, кошовий отаман та все Військо Запорізьке, домовились і постановили з Ясновельможним гетьманом при елекції його вельможності таке право, яке має бути вічно у Війську Запорізькому збережено: у Вітчизні нашій першість серед радників належить Генеральній Старшині — як через респект до їх урядів головних, так і постійній при гетьманах резиденції; після них ідуть городові полковники, які будуть пошановані за громадських радників.». У період між сесійними зборами Генеральної Ради гетьман виконував її повноваження. Можливості гетьмана і його владні повноваження були значно обмежені статтями 6, 7 і 8. Відповідно до цих положень гетьман не мав права розпоряджатися державним скарбом та землями, проводити власну кадрову політику, вести самостійну зовнішню політику. Йому також було заборонено створювати якусь власну адміністрацію, він не міг застосовувати покарання до винних. Для задоволення матеріальних потреб гетьманові виділялись певні рангові маєтності з чітко визначеними прибутками, проте лише на час його перебування на посаді.

В III розділі документу зазначена хозарська гіпотеза походження козацтва та союзницькі наміри щодо співпраці з Кримським ханством:
«Оскільки народ, колись званий хозарським, а потім — козацьким, починає і веде свій родовід від войовничих і непереможних гетів, а, крім того, закони близького сусідства нерозривно в'яжуть і тісно поєднують долю козацького народу з Кримською державою, то Військо Запорозьке неодноразово вступало з нею у збройну спілку і приймало її союзницьку підмогу для оборони своєї Вітчизни і своїх вольностей.
Тому, наскільки у майбутньому буде можливим, ясновельможний гетьман повинен домогтися у найяснішого хана через послів відновлення колишніх побратимських стосунків із Кримською державою, оружної підтримки від неї і підтвердження вічної приязні, з огляду на які сусідні держави у майбутньому не зазіхали б на Україну і не наважувались би чинити їй будь-якого насильства»

## Пам'ять

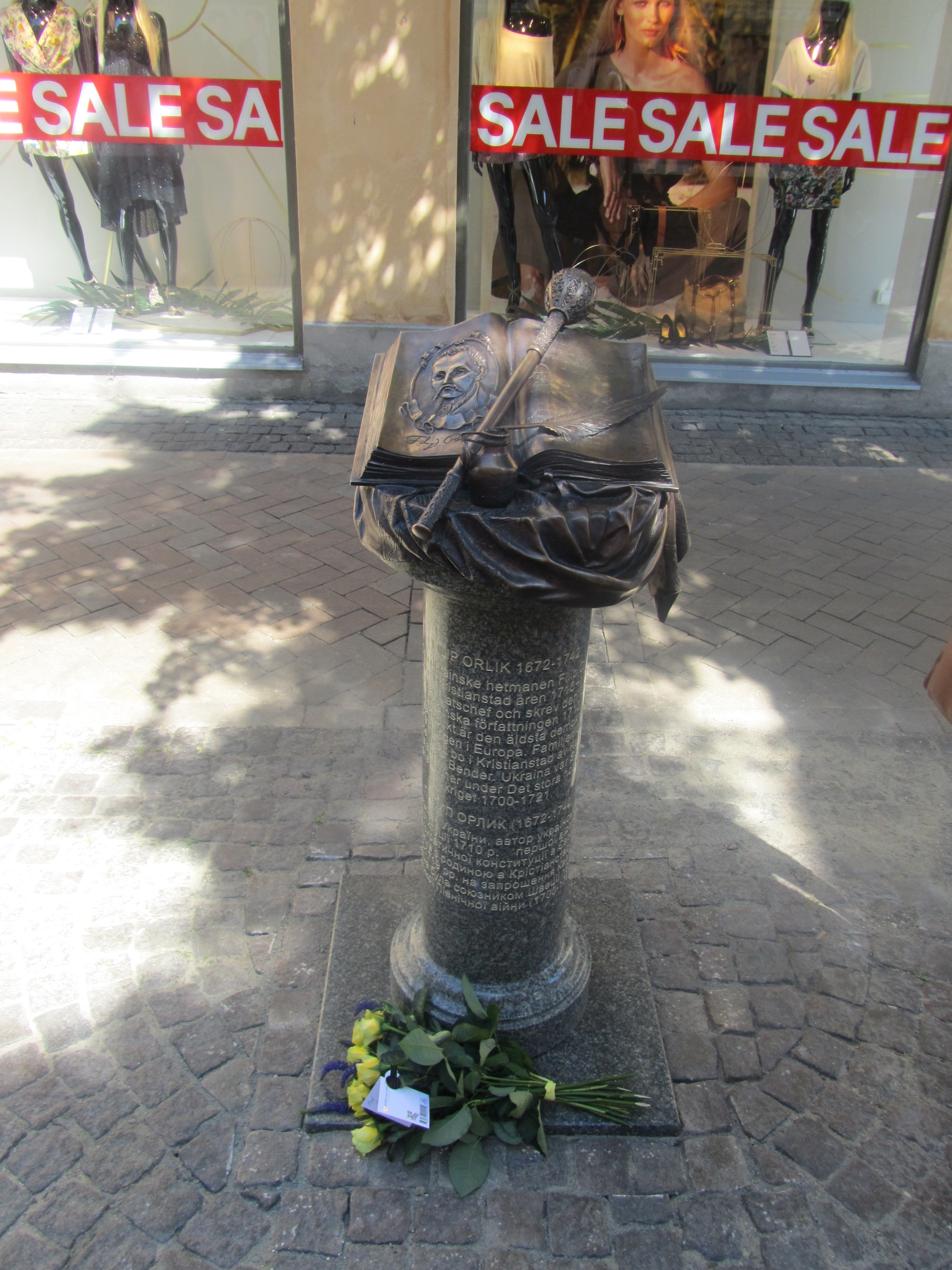
Пам'ятний знак присвячений Пилипу Орлику в м. Крістіанстад, Швеція, 2011, автори: Крилов Борис. та Сидорук Олесь

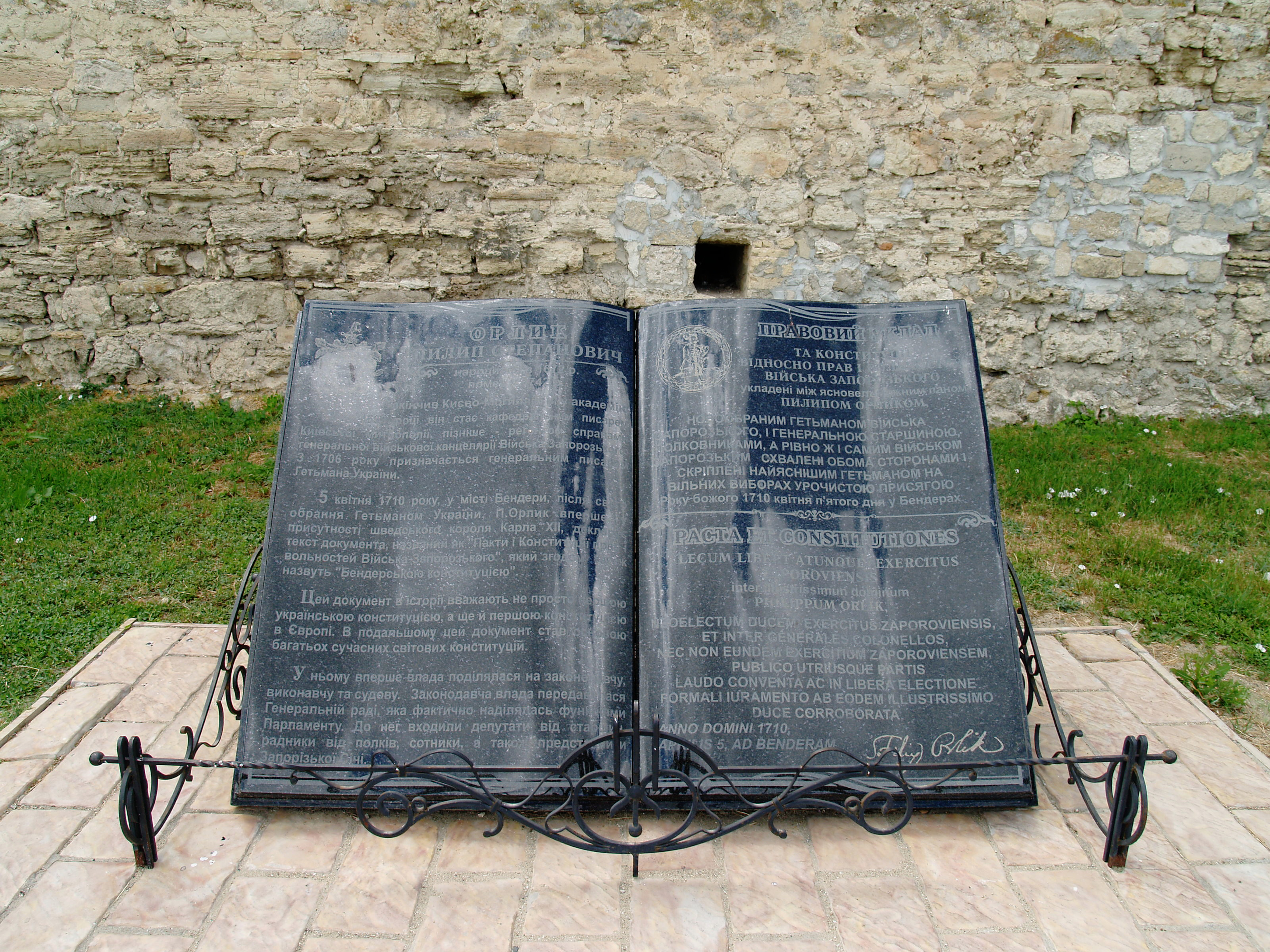
Пам'ятник у Бендерській фортеці

9 квітня 2010 року в Бендерах було відкрито пам'ятник Конституції, встановлений на честь її 300-річчя. Пам'ятний знак споруджено у вигляді книги, на якій викарбовано інформацію про історію написання Конституції та її повну назву українською і латинською мовами.
29 червня 2011 року у Крістіанстаді, Швеція, відбулося урочисте відкриття пам'ятника та меморіальної дошки українському гетьману Пилипу Орлику. Відкриття було приурочено до 300-ї річниці Конституції Пилипа Орлика та 15-ї річниці сучасної Конституції України. Відкриття пам'ятника й дошки на будинку, де мешкав у 1716—1719 рр. Пилип Орлик, було кілька років до того ініційовано Посольством України у Швеції. Пам'ятник, який вважається подарунком України шведському місту Крістіанстад, виготовила майстерня українських скульпторів Сидорука Олеся та Крилова Бориса за підтримки Народного артиста України Богдана Бенюка, який брав безпосередню участь в урочистому заході, та мецената І. Омелянюка. Пам'ятник відкрили Голова міської ради Крістіанстада Стен Херманссон та Посол України у Швеції Євген Перебийніс.

### Експонування у Києві у 2021 році
У 2021 році до Києва із Швеції для тимчасового експонування в межах святкування 30-річчя незалежності України привезли рукопис скороченої версії Конституції латиною. Виставка у Софійському соборі проходила з 16 серпня до 14 листопада.

Експозиція у Софійському соборі
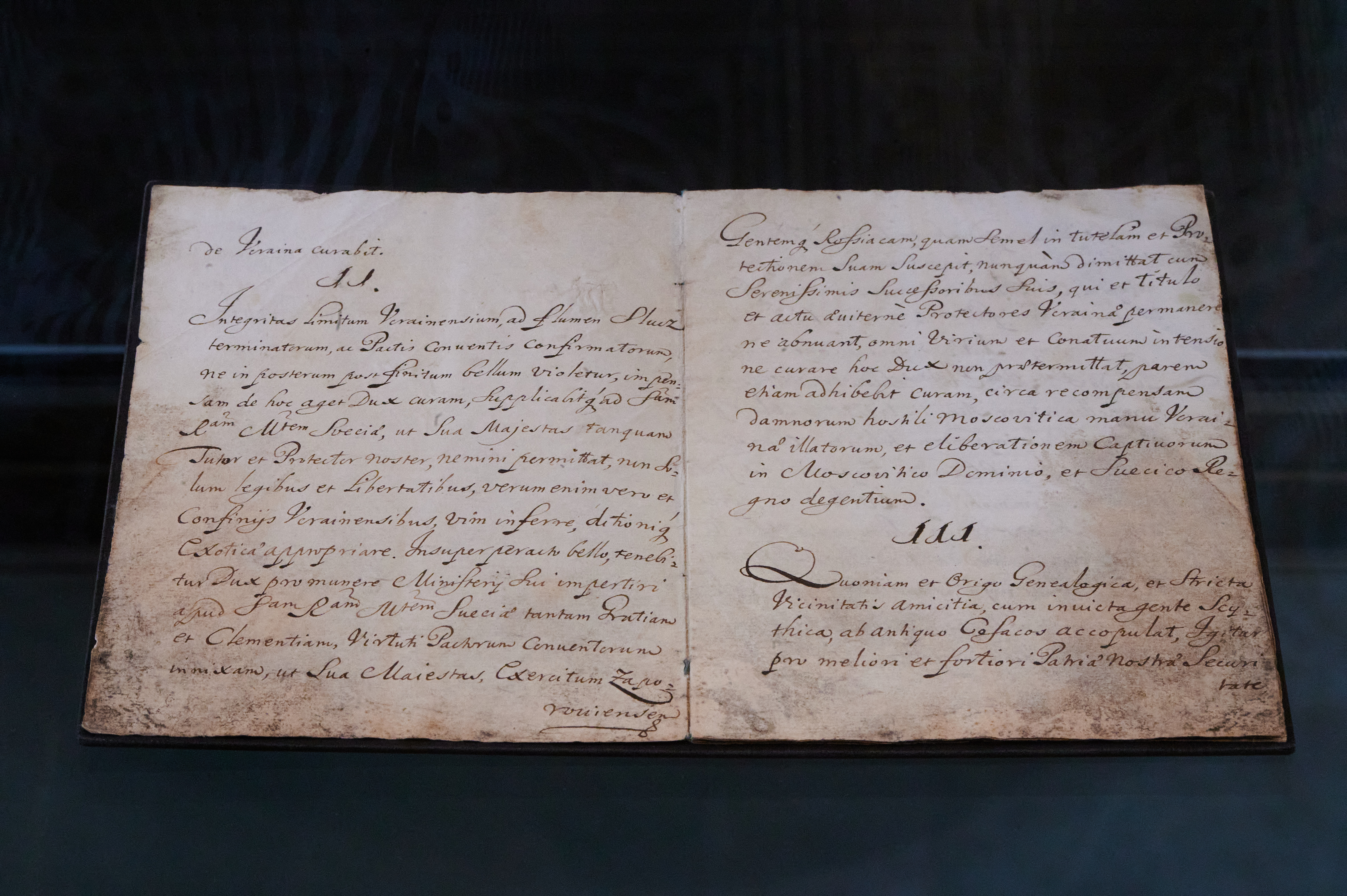
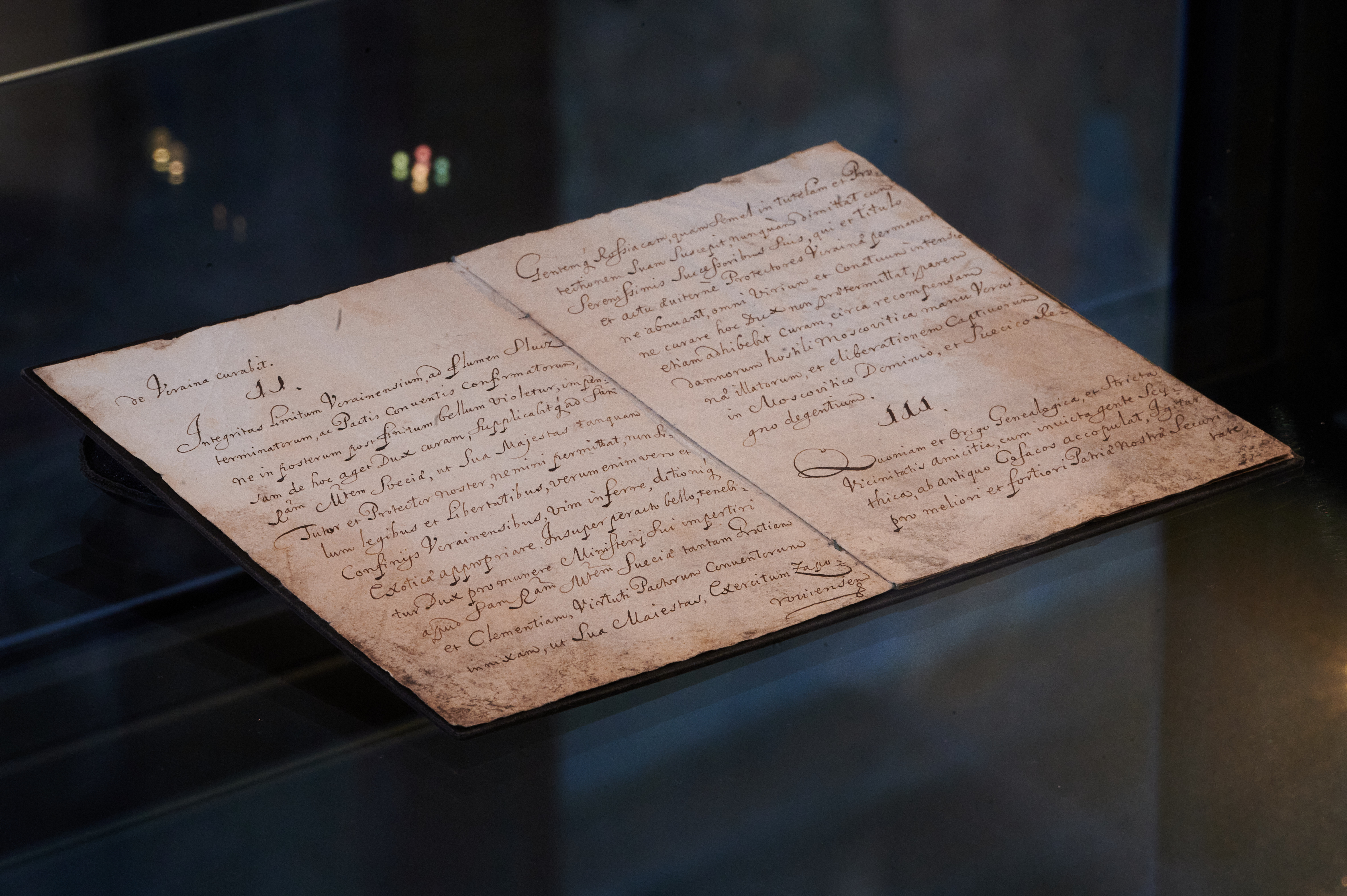

## Видання, дослідження та посилання

### Електронні видання
- Перша Конституція України гетьмана Пилипа Орлика (1710 р.) // Національна бібліотека України імені В. І. Вернадського (переклад і рукопис конституції Пилипа Орлика з фото сторінок).
- Перша Конституція України гетьмана Пилипа Орлика (1710 р.) // Сайт Верховної Ради України. [Архівовано 28 березня 2010 у Wayback Machine.] (сучасний переклад)
- Pacta et Constitutiones legum libertatumque Exercitus Zaporoviensis… // Переписка и другие бумаги шведского короля Карла XII, польского Станислава Лещинского, татарского хана, турецкого султана, генерального писаря Ф. Орлика, и киевского воеводы, Иосифа Потоцкого, на латинском и польском языках // Чтения в Обществе истории и древностей Российских. — 1847. — № 3 [Архівовано 30 березня 2008 у Wayback Machine.] (оригінал латинською)
- Документальна виставка «До 300-ї річниці Конституції Пилипа Орлика» [Архівовано 12 квітня 2020 у Wayback Machine.] (також  [Архівовано 28 червня 2021 у Wayback Machine.]) на сайті Державної архівної служби України
- Вовк, Ольга (28 червня 2023). До Дня Конституції України. ЦДІАК України. Процитовано 28 червня 2023.

### Сучасні друковані видання

Обкладинка книги: Конституція Української гетьманської держави. 1710 р. (староукраїнською, латинською, українською та англійською мовами). Видання подарункове.–Київ–Львів, 1997. — 160 с.

- Конституція Української гетьманської держави. 1710 р. (староукраїнською, латинською, українською та англійською мовами). Видання подарункове. / Ідея видання, дизайн, упорядкування, переклад з латин. та прим. Трофимука М. С. — Київ — Львів, 1997. — 160 с.
- «Договори і постанови» [Архівовано 18 лютого 2022 у Wayback Machine.] / Упоряд. О. Алфьоров. — Київ: Темпора, 2010. — 149, [1] с. — ISBN 978-966-8201-98-1
- «Пакти і Конституції» Української козацької держави (до 300-річчя укладення) [Архівовано 29 червня 2021 у Wayback Machine.] / Відп. ред. В. А. Смолій; упорядники М. С. Трофимук, Т. В. Чухліб. НАН України. Інститут історії України; Національна бібліотека України імені В. І. Вернадського; Державна архівна служба України; Центральний державний історичний архів, м. Київ. — Львів: Світ, 2011. — 440 с.
  - включає тексти староукраїнською, переклади українською і іншими мовами, коментарі, а також факсимільне відтворення оригінальної публікації Миколи Василенка російською мовою: Василенко Н. П. Конституция Филиппа Орлика // Уч. зап. Ин-та истории / Рос. ассоц. науч.-исслед. ин-тов обществ. наук. — М., 1929. — Т. 4. — С. 153–171
- Конституція Пилипа Орлика // Універсали Івана Мазепи (1687—1709) / Упорядн.: І. Бутич, В. Ринсевич; Ред. кол.: П. Сохань (голова), Г. Боряк, В. Брехуненко, І. Бутич, Д. Бурім, І. Гирич, Я. Дашкевич, О. Купчинський, О. Маврін, Ю. Мицик, О. Музичук, О. Романів, В. Смолій. НАН України. Інститут української археографії та джерелознавства імені М. С. Грушевського; Наукове Товариство імені Шевченка; Центральний державний історичний архів України. — Ч. ІІ. — Київ; Львів: НТШ, 2006. — 799 с. — (Універсали українських гетьманів. Серія І). — С. 635—647.

### Видання середини 19-го століття
- Маркевич Н. История Малороссии. — Т. 4. [Архівовано 14 серпня 2021 у Wayback Machine.] — М., 1842. — С. 315—342
- Источники малороссийской истории, собранные Д. Н. Бантышем-Каменским и изданные О. Бодянским. — Ч. 2: 1691—1722. [Архівовано 13 серпня 2021 у Wayback Machine.] — М., 1859. — С. 242—257.

### Дослідження і наукові публікації
- Vasylenko M. The Constitution of Pylyp Orlyk [Архівовано 12 грудня 2021 у Wayback Machine.] // Annals of the Ukrainian Academy of Arts and Sciences in the United States. 1958. Vol. 6. № 3/4. Р. 1260–1295. (переклад англійською оригінальної публікації Миколи Василенка 1929 року)
- 300 років Конституції Гетьмана України Пилипа Орлика: проблеми становлення і розвитку українського державотворення [Архівовано 3 липня 2021 у Wayback Machine.] (Матеріали Міжнародної науково-практичної конференції 14 травня 2010 року) // Львівський державний університет внутрішніх справ. — Львів: ЛьвДУВС, 2010. — 284 с.
- Збірник «Пилип Орлик: життя, політика, тексти: матеріали Міжнар. наук. конф. „Ad fontes“ до 300-річчя Бендерської Конституції 1710 р., Київ, НаУКМА, 14-16 жовт. 2010 р.» [Архівовано 5 серпня 2020 у Wayback Machine.]
- Тараненко М. Г. Причини створення, головні державотворчі, ідеологічні і правові засади та історичне значення Конституції Пилипа Орлика [Архівовано 28 червня 2021 у Wayback Machine.] // Вісник НТУУ «КПІ». Політологія. Соціологія. Право: збірник наукових праць. — 2010. — № 2 (6). — С. 151–166.
- Фаріон І. «Конституція Пилипа Орлика 1710 року» крізь призму її базових когнітивних термінів [Архівовано 28 червня 2021 у Wayback Machine.] // Вісник Нац. ун-ту «Львівська політехніка». Серія «Проблеми української термінології». — 2011. — № 709. — С. 125–131.
- Рудик П. А. Висвітлення Конституції Пилипа Орлика в історико-правовій літературі в період до проголошення незалежності України [Архівовано 28 червня 2021 у Wayback Machine.] / П. А. Рудик // Часопис Київського університету права. — 2011. — № 4. — С. 45-50.
- «Договори та постанови» 1710 р. як модернізаційний проект [Архівовано 12 травня 2021 у Wayback Machine.] // в кн.: Василь Кононенко. Модернізація Гетьманщини: проекти козацької адміністрації 1687—1764 рр. — Київ: Інститут історії України НАН України, 2017. — 305 с. — С. 83–98.
- Конституція Пилипа Орлика 1710 р. як результат розвитку національної конституційної думки початку XVIII ст. [Архівовано 28 червня 2021 у Wayback Machine.] // в кн.: Козаченко А. І. Історія розвитку конституціоналізму в Україні: Навч. посібник. — Полтава: «Астрая», 2020. — 217 с. — С. 45–51.
- Бойко І. Й. Конституція України 1710 р. та її місце в багатовіковій історії національного державотворення [Архівовано 28 червня 2021 у Wayback Machine.] // Часопис Київського університету права — Український науково — теоретичний журнал — 2020/4. — С. 16–25.
- Чухліб Т. Ідеальна держава в Україні? Козацький проект 1710 року. — Київ, 2011. — 103 с.
- Кравець, Т. Є. (2018). Політико-правовий аналіз Конституції Пилипа Орлика 1710 року. Журнал східноєвропейського права. № 51. с. 218—224. ISSN 2409-6415. Процитовано 30 січня 2023.
- Коваль, Андрій (29 вересня 2017). «Конституція Пилипа Орлика» (05.04.1710 р.) («Пакти і Конституції…», або «Договори і постанови прав і свобод військових…») — цінна пам’ятка в історії розвитку українського та європейського конституціоналізму. УКРАЇНСЬКИЙ ЧАСОПИС КОНСТИТУЦІЙНОГО ПРАВА (укр.). Т. 4, № 3. с. 52—59. doi:10.30970/jcl.3.2017.5. ISSN 2519-2590. Процитовано 30 січня 2023.

### Енциклопедичні публікації
- Кресін О. В. Конституція Пилипа Орлика 1710 // Енциклопедія міжнародного права: У 3 т. / редкол.: Ю. С. Шемшученко, В. Н. Денисов (співголови) та ін.; Інститут держави і права імені В. М. Корецького НАН України. — Т. 2. Е—Л. — Київ : Академперіодика, 2017. — С. 734—735. — 928 с. — ISBN 978-966-360-340-7
- Т. Бевз. Конституція Пилипа Орлика // Політична енциклопедія. Редкол.: Ю. Левенець (голова), Ю. Шаповал (заст. голови) та ін. — К.: Парламентське видавництво, 2011. — с.356 ISBN 978-966-611-818-2
- О. В. Кресін. Конституція Пилипа Орлика //Юридична енциклопедія : [у 6 т.] / ред. кол.: Ю. С. Шемшученко (відп. ред.) [та ін.]. — К. : Українська енциклопедія ім. М. П. Бажана, 1998—2004. — ISBN 966-749-200-1.
- Т. В. Чухліб. Пакти та конституції законів і вольностей Війська Запорозького 1710 [Архівовано 25 жовтня 2016 у Wayback Machine.] // Енциклопедія історії України : у 10 т. / редкол.: В. А. Смолій (голова) та ін. ; Інститут історії України НАН України. — К. : Наукова думка, 2011. — Т. 8 : Па — Прик. — С. 24. — ISBN 978-966-00-1142-7.
- Конституція П.Орлика 1710 // Довідник з історії України. — 2-ге вид. — К., 2001. — С. 344—345.
- Конституція Пилипа Орлика // Митна енциклопедія : у 2 т. / І. Г. Бережнюк (відп. ред.) та ін.. — Хм. : ПП Мельник А. А., 2013. — А — Л. — С. 378. — 472 с. — ISBN 978-617-7094-09-7.

### Новини і науково-популярні публікації
- Віктор Шишкін. Конституція, яка випередила час // День. — 2007. — 15 вересня. [Архівовано 8 грудня 2007 у Wayback Machine.]
- В Росії знайдено безцінну історичну пам'ятку — Конституцію Орлика [Архівовано 28 червня 2021 у Wayback Machine.] // Свобода, 24 липня 2009, с. 10
- Конституція Пилипа Орлика і конституційний процес у сучасній Україні. Устим Ганус. Перша премія Конкурсу учнівських робіт
- Відео семінару по конституції Пилипа Орлика, веде Ю. Кресін
- Конституція Пилипа Орлика (повний текст) // Рідна країна (світоглядний портал)] 21 жовтня 2016
- Конституція Орлика — це договір еліт, якого не існує в Україні навіть через 30 років незалежності — історик Олександр Алфьоров [Архівовано 28 червня 2021 у Wayback Machine.] // Українська правда. — 28.06.2021
- У Київ прибув оригінал Конституції Пилипа Орлика [Архівовано 11 серпня 2021 у Wayback Machine.] // Київ24. — 10 серпня 2021
- Конституція Пилипа Орлика. UKR.md. Процитовано 14 липня 2022.
- Три назви України, нова столиця і гетьман-монарх: головне з Конституції Пилипа Орлика // Факти. — 5 квітня 2024